# Semionovca
Semionovca è un comune della Moldavia situato nel distretto di Ștefan Vodă di 844 abitanti al censimento del 2004.